# ارسلان بوداژاپوف
ارسلان بوداژاپوف (به روسی: Арсалан Баирович Будажапов، آوانگاری: زادهٔ ۲۱ مهٔ ۱۹۹۳) یک کشتی‌گیر آزادکار اهل کشور قرقیزستان است.
از افتخارات وی می‌توان به کسب مدال برنز قهرمانی کشتی جهان ۲۰۲۲ اشاره کرد.

## فعالیت حرفه‌ای

### قهرمانی کشتی جهان ۲۰۲۲
بوداژاپوف در وزن ۷۹ کیلوگرم کشتی آزاد قهرمانی کشتی جهان ۲۰۲۲ بلگراد شرکت کرد، او در این مسابقات سیف‌الدین آلکما از فرانسه و شهرت بزوروف از تاجیکستان را مغلوب کرد اما در مسابقه بعد به جردن باروز از آمریکا باخت و با توجه به حضور این کشتی‌گیر در فینال، به دیدار شانس مجدد رفت. او در مرحله شانس مجدد ساهرگلدی ساپارمیرادوف از ترکمنستان را شکست داد و به دیدار رده‌بندی رسید. وی در این دیدار علی-پاشا عمرپاشایف از بلغارستان را شکست داد و مدال برنز را بدست آورد.